# Azerbajdžanska malonogometna reprezentacija
Azerbajdžanska malonogometna reprezentacija predstavlja Azerbajdžan na međunarodnim futsal natjecanjima pod pokroviteljstvom organizacija FIFA i UEFA.

## Uspjesi
Azerbajdžanska malonogometna reprezentacija je nastupila na Europskom malonogometnom prvenstvu održanom u Mađarskoj 2010. godine gdje je osvojila četvrto mjesto.